# Euvira quadriceps
Euvira quadriceps är en skalbaggsart som först beskrevs av Thomas Casey 1911.  Euvira quadriceps ingår i släktet Euvira och familjen kortvingar. Inga underarter finns listade i Catalogue of Life.